# Вулиця Шекспіра (Донецьк)
Вулиця Шекспіра — одна з вулиць міста Донецька. Розташована між проспектом Богдана Хмельницького та Театральним проспектом.

## Історія
Вулиця названа на честь англійського драматурга і поета Вільяма Шекспіра.

## Опис
Вулиця Шекспіра знаходиться у Ворошиловському районі. Починається від Театрального проспекту і завершується проспектом Богдана Хмельницького. Простягнулася з півдня на північ. Довжина вулиці становить близько пів кілометра.